# Kênh Elbląg

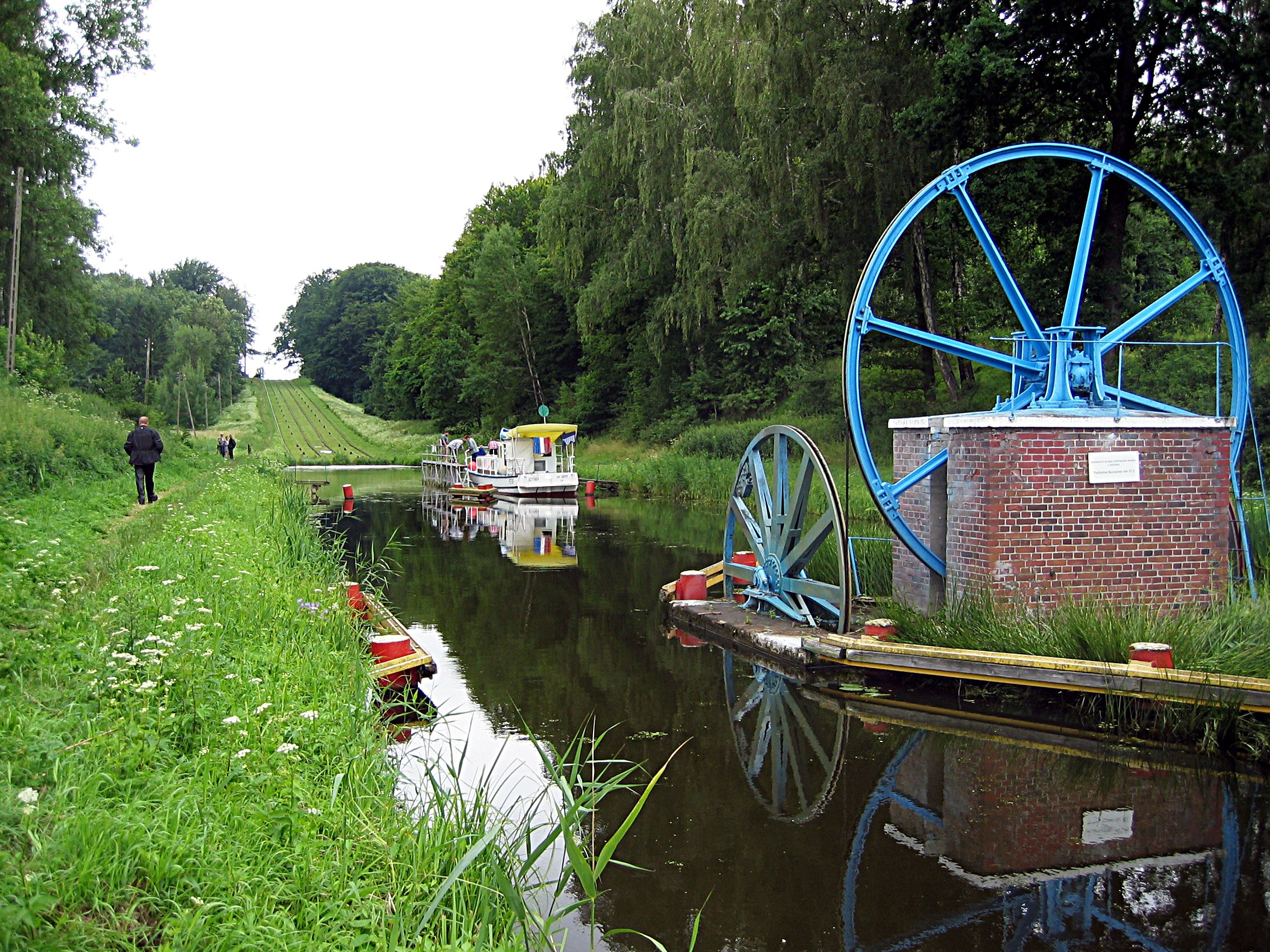
Kênh Elbląg

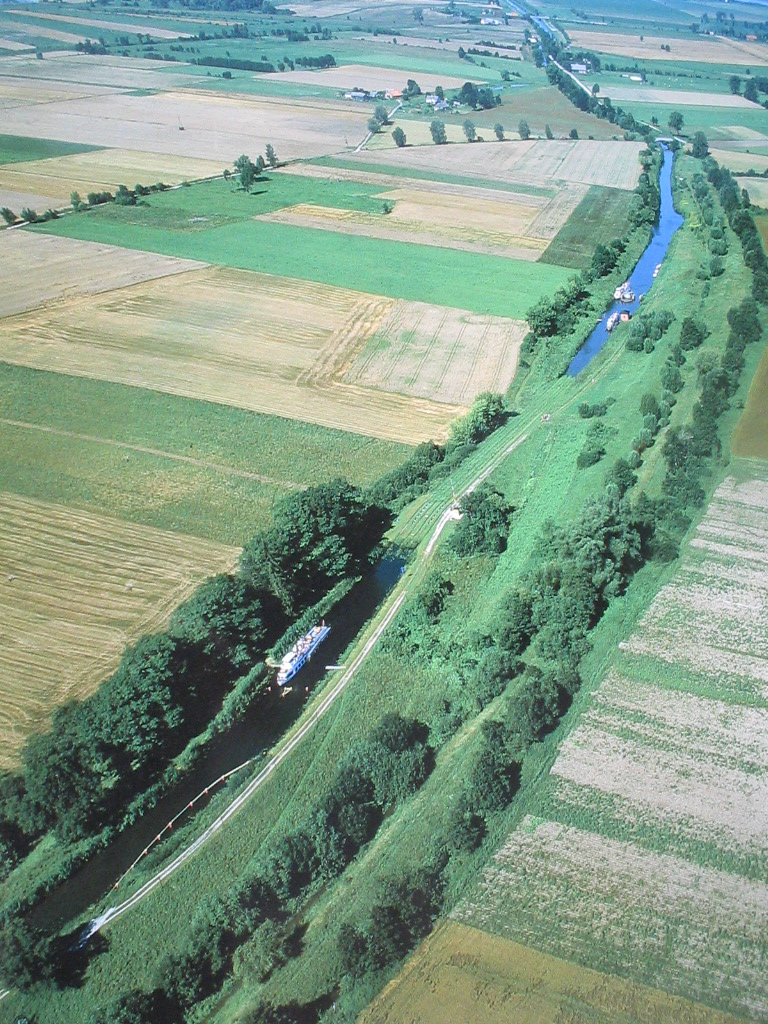
Nhìn từ trên cao

Kênh Elbląg ([ˈɛlblɔŋk] ⓘ liên_kết=| Về âm thanh này, tiếng Ba Lan: Kanał Elbląski, tiếng Đức: Oberländischer Kanal) là một con kênh ở vùng Voian-Masurian Voivodeship, Ba Lan. Kênh nước này dài 80,5 km, chạy về phía nam từ Hồ Drużno (được nối từ sông Elbląg đến Hồ Vistula), đến sông Drwęca và hồ Jeziorak. Nó có thể chứa các tàu nhỏ lên đến 50 tấn. Sự chênh lệch về mực nước giữa các hồ chứa đạt tới 100 m, được khắc phục bằng cách sử dụng hệ thống khóa nước (âu tàu) và một hệ thống mặt phẳng nghiêng giữa các hồ.
Ngày nay kênh Elbląg được sử dụng chủ yếu cho mục đích du lịch giải trí. Đây được coi là một trong những di tích quan trọng nhất liên quan đến lịch sử công nghệ và được mệnh danh là một trong Bảy kỳ quan của Ba Lan. Kênh đào này cũng được vinh danh là một trong những Di tích lịch sử quốc gia chính thức của Ba Lan (Pomnik historii) vào ngày 28 tháng 1 năm 2011. Danh sách này được xác nhận bởi Ủy ban Di sản Quốc gia Ba Lan.

## Lịch sử
Kênh đào được thiết kế từ năm 1825 đến 1844 bởi Georg Steenke, theo lệnh của Quốc vương Phổ. Việc xây dựng bắt đầu vào năm 1844. Sự khác biệt về mực nước kéo dài 9.5 km trên dòng chảy giữa các hồ là khoảng cách lý tưởng cho việc xây dựng hệ thống khóa nước truyền thống; nhưng thay vào đó, một hệ thống các mặt phẳng nghiêng tinh vi dựa trên những mặt phẳng ở Kênh Morris đã được sử dụng, mặc dù con kênh này cũng bao gồm một vài hệ thống khóa nước. Ban đầu kênh có bốn mặt phẳng nghiêng, với một mặt phẳng nghiêng nữa được thêm vào sau, thay thế năm hệ thống khóa nước bằng gỗ. Được xây dựng dưới tên Oberländischer Kanal (Kênh Upland) và nằm ở Vương quốc Phổ, kênh Elbląg được khai trương vào ngày 29 tháng 10 năm 1860. Từ năm 1945, kênh đào này hiện đang thuộc lãnh thổ Ba Lan. Sau Chiến tranh thế giới thứ 2, nó được sửa chữa, khôi phục hoạt động vào năm 1948 và hiện được sử dụng cho du lịch.
Kênh đã trải qua cải tạo giữa năm 2011 và 2015 và một lần nữa mở cửa cho giao thông đường thủy.

## Các mặt phẳng nghiêng

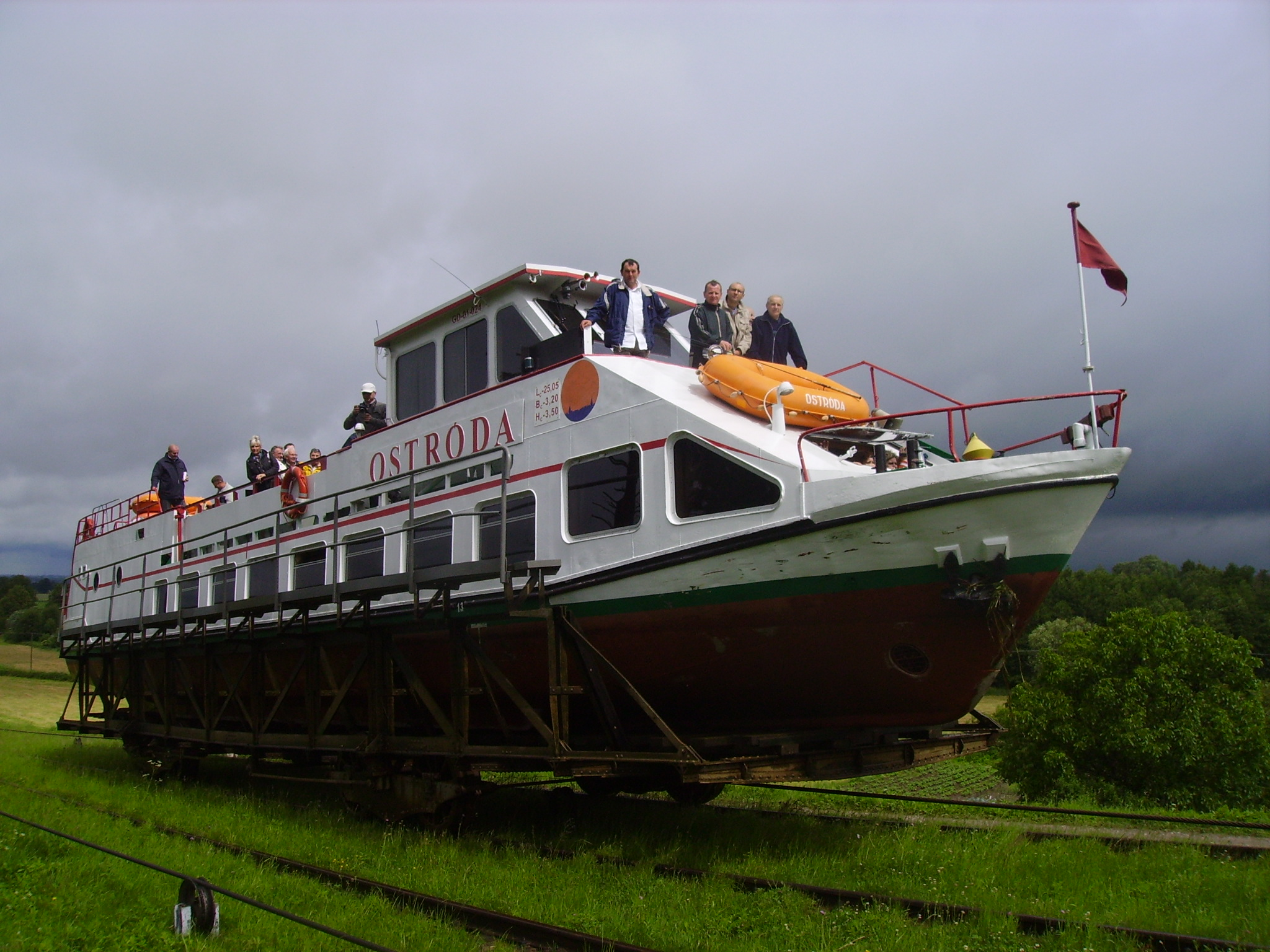
Tàu "Ostróda" trên đường ray

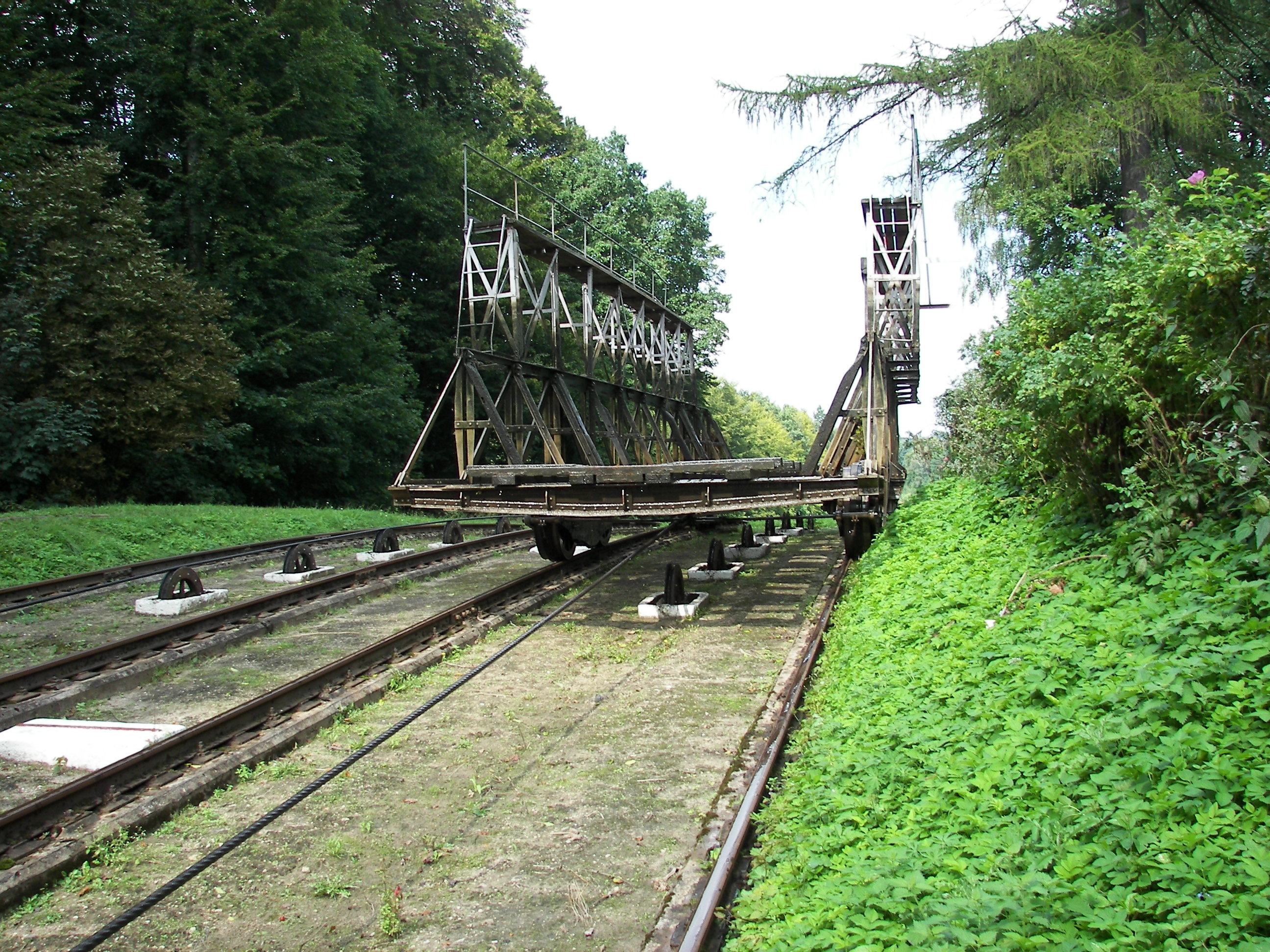
Giá đỡ tàu trên mặt phẳng nghiêng ở Buczyniec

Bốn mặt phẳng nghiêng ban đầu, theo thứ tự từ bậc cao trở xuống, gồm có: Buczyniec (Buchwalde) với độ cao 20,4 m và chiều dài 224,8 m, Kąty (Kanten) cao 18,83 m và dài 225,97 m, Olenica (Schönfeld) cao 21,97 m và dài 262,63 m và Jelenie (Hirschfeld) cao 21,97 m và dài 263,63 m. Mặt phẳng nghiêng thứ năm là Całuny Nowe (Neu-Kussfeld) có độ cao 13,72 m. Nó được xây dựng để thay thế năm Hệ thống khóa nước gỗ gần với Elbląg. Chúng được xây dựng từ năm 1860 đến 1880.
Kênh nước này hoạt động độc lập với các tuyến đường thủy khác. Kết quả là những chiếc thuyền được thiết kế cho phù hợp với giới hạn của mặt phẳng nghiêng. Những chiếc thuyền có chiều dài tối đa 24,48 m, chiều rộng tối đa 2,98 m và khoảng cách thẳng đứng giữa mực nước và đáy thân tàu tối đa 1,1 m. Chúng mang tải trọng khoảng 50 tấn.
Tất cả các mặt phẳng nghiêng được thiết kế với hai đường ray song song. Khoảng cách đường ray là 3,27 m. Thuyền được chở trên những chiếc giá đỡ chạy trên những đường ray này. Mặt phẳng nghiêng nâng từ bậc dưới kênh lên đỉnh, và sau đó xuống một mặt phẳng nghiêng ngắn thứ hai đến bậc kênh ở trên. Phần đầu tiên của mặt phẳng nghiêng chính và mặt phẳng nghiêng ngắn thứ hai đều được xây với độ dốc 1:24. Một con trượt được hạ xuống theo chiều nghiêng để đối trọng với một giá đỡ di chuyển lên. Khi con trượt chuyển động đi xuống tới đỉnh và bắt đầu xuống dốc, trọng lượng của nó giúp kéo giá đỡ di chuyển lên trên. Điều này cho phép độ dốc của mặt phẳng nghiêng cho phần này được xây dựng ở độ dốc cao hơn 1:12.